# Montalban
|  | No s'ha de confondre amb Montalbán (Aragó). |

Montalban (francès: Montauban) és un municipi d'Occitània (Estat francès), capital del departament de Tarn i Garona, a la regió d'Occitània. Està situada a la regió occitana de Guiena.
Situada a la zona de contacte entre el Baix Carcí i l'extrem occidental del Llenguadoc, s'emplaça a la confluència dels rius Tarn i Tescon.

## Demografia
| Evolució de la població |        |        |        |        |        |        |        |        |
| 1793                    | 1800   | 1806   | 1821   | 1831   | 1836   | 1841   | 1846   | 1851   |
| 26 160                  | 21 950 | 23 973 | 25 357 | 24 660 | 23 865 | 23 561 | 25 102 | 24 726 |

| 1856   | 1861   | 1866   | 1872   | 1876   | 1881   | 1886   | 1891   | 1896   |
| ------ | ------ | ------ | ------ | ------ | ------ | ------ | ------ | ------ |
| 25 095 | 27 054 | 25 991 | 25 624 | 26 952 | 28 335 | 29 863 | 30 388 | 29 470 |

| 1901   | 1906   | 1911   | 1921   | 1926   | 1931   | 1936   | 1946   | 1954   |
| ------ | ------ | ------ | ------ | ------ | ------ | ------ | ------ | ------ |
| 30 506 | 28 688 | 29 778 | 26 094 | 28 829 | 29 981 | 32 025 | 36 281 | 38 321 |

| 1962   | 1968   | 1975   | 1982   | 1990   | 1999   | 2006   | 2011   | 2016 |
| ------ | ------ | ------ | ------ | ------ | ------ | ------ | ------ | ---- |
| 41 002 | 45 872 | 48 028 | 50 682 | 51 224 | 51 855 | 53 941 | 56 536 | -    |

| 2019 | - | - | - | - | - | - | - | - |
| ---- | - | - | - | - | - | - | - | - |
| -    | - | - | - | - | - | - | - | - |

## Economia
És un centre comercial i administratiu, mercat d'una comarca agrícola i ramadera, que estén la seva influència a tot el departament, malgrat la proximitat de Tolosa de Llenguadoc, 50 km al sud. Té indústria d'equipament elèctric i aeronàutic i productes alimentaris.

## Administració
| Període   | Identitat        | Partit           |
| --------- | ---------------- | ---------------- |
| 1956-1965 | Henri Lacaze     | MRP              |
| 1965-1983 | Louis Delmas     | SFIO, després PS |
| 1983-1994 | Hubert Grouze    | PS               |
| 1994-2001 | Roland Garrigues | PS               |
| 2001-     | Brigitte Barèges | UMP              |

## Curiositats
Cal esmentar, entre els monuments, el pont de rajola sobre el Tarn i l'església de Sant Jaume (ambdós del segle xiv); la catedral, d'estil clàssic francès, fou construïda entre la fi del segle XVII i el començament del segle xviii. El museu Ingres, instal·lat a l'antic bisbat, edifici del 1658, conté una col·lecció molt completa d'obres de Jean Auguste Dominique Ingres, col·lecció començada per ell mateix amb la donació que feu a la seva ciutat natal, el 1851.
A partir del 1939 va allotjar, al mas veí anomenat la Maison Bleue, un grup nombrós de refugiats catalans, entre els quals hi havia Marcel·lí Perelló i la seva família.

## Monuments

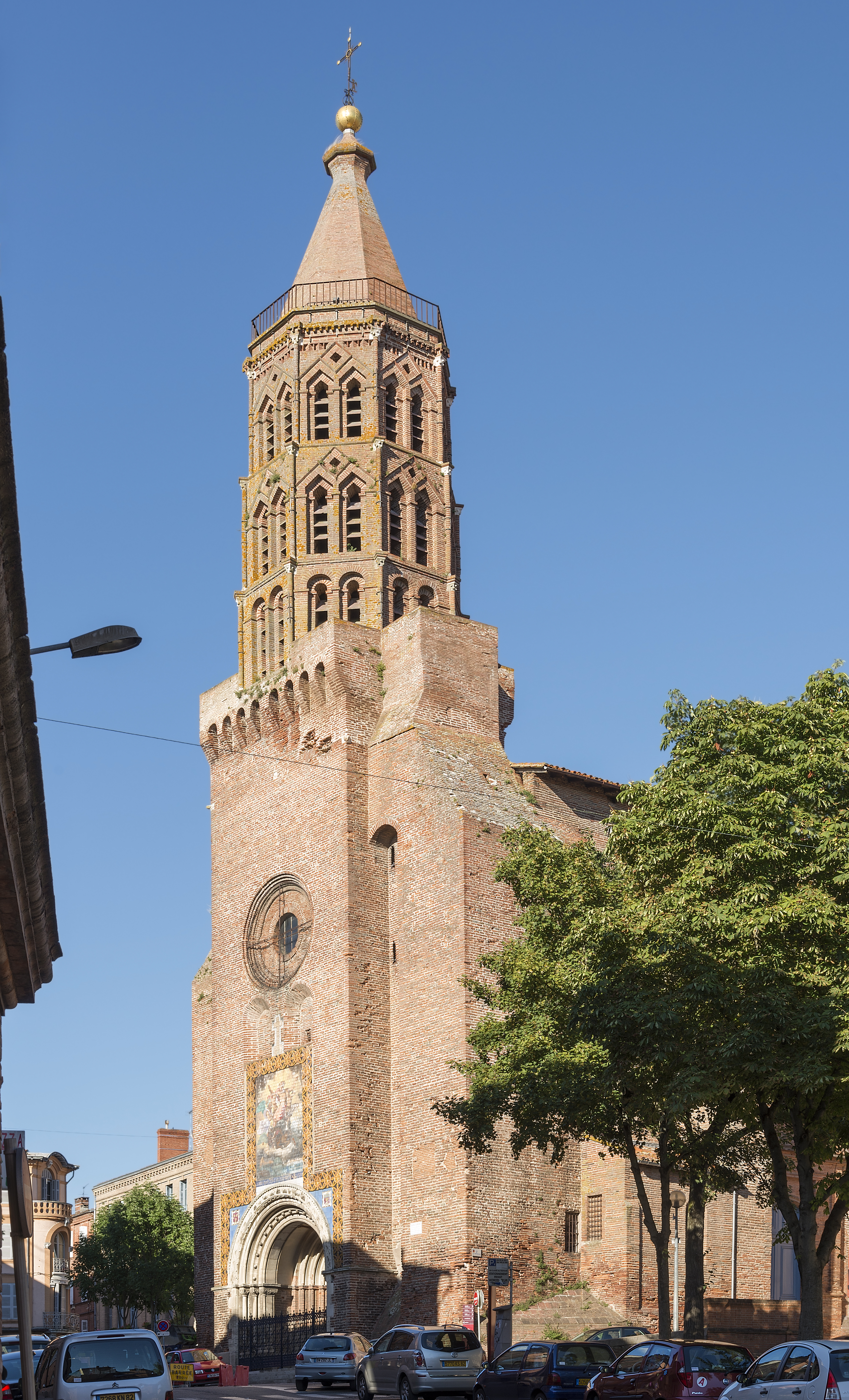
L'església de Sant Jacme.
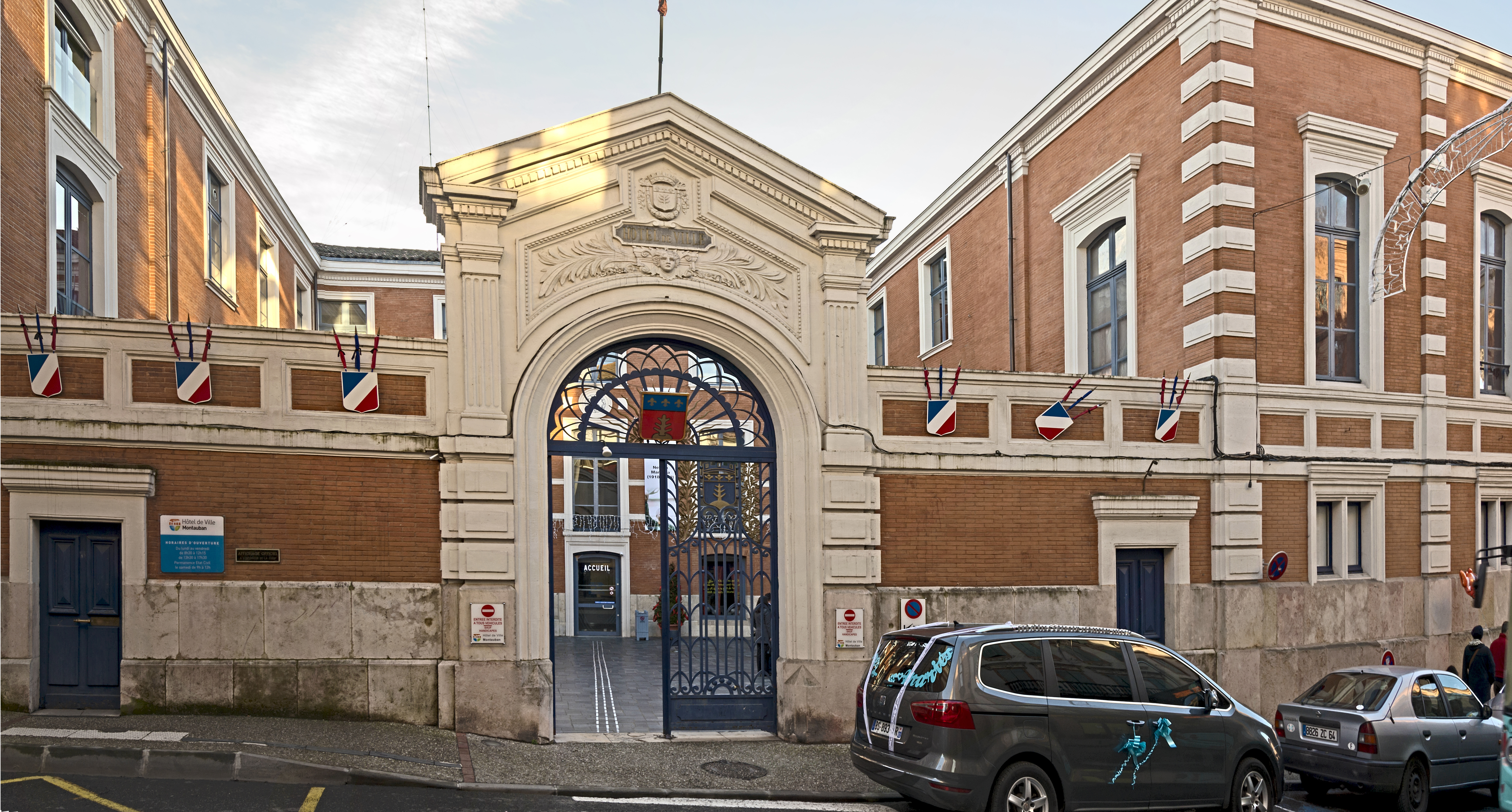
L'ajuntament.
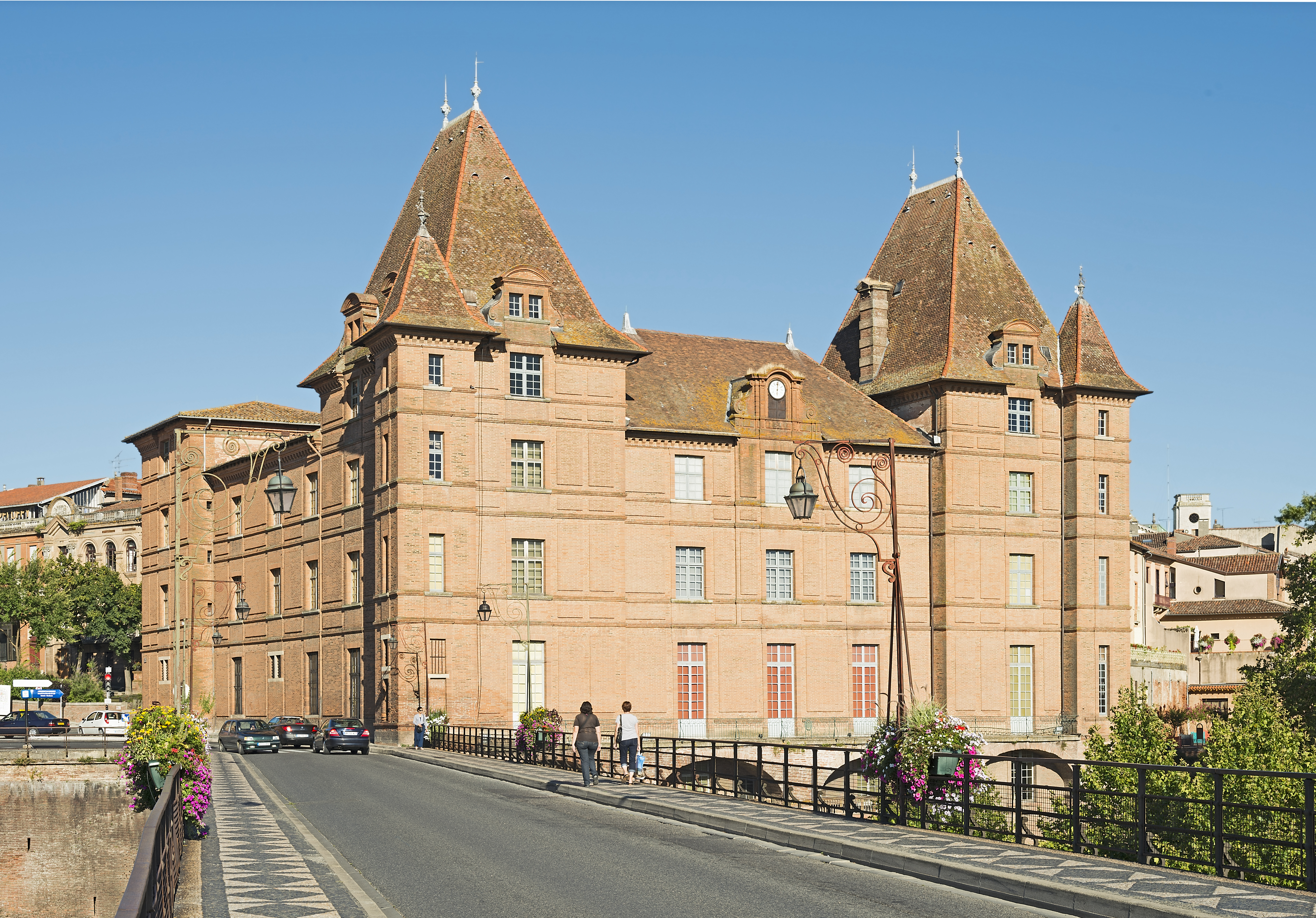
El museu Ingres.
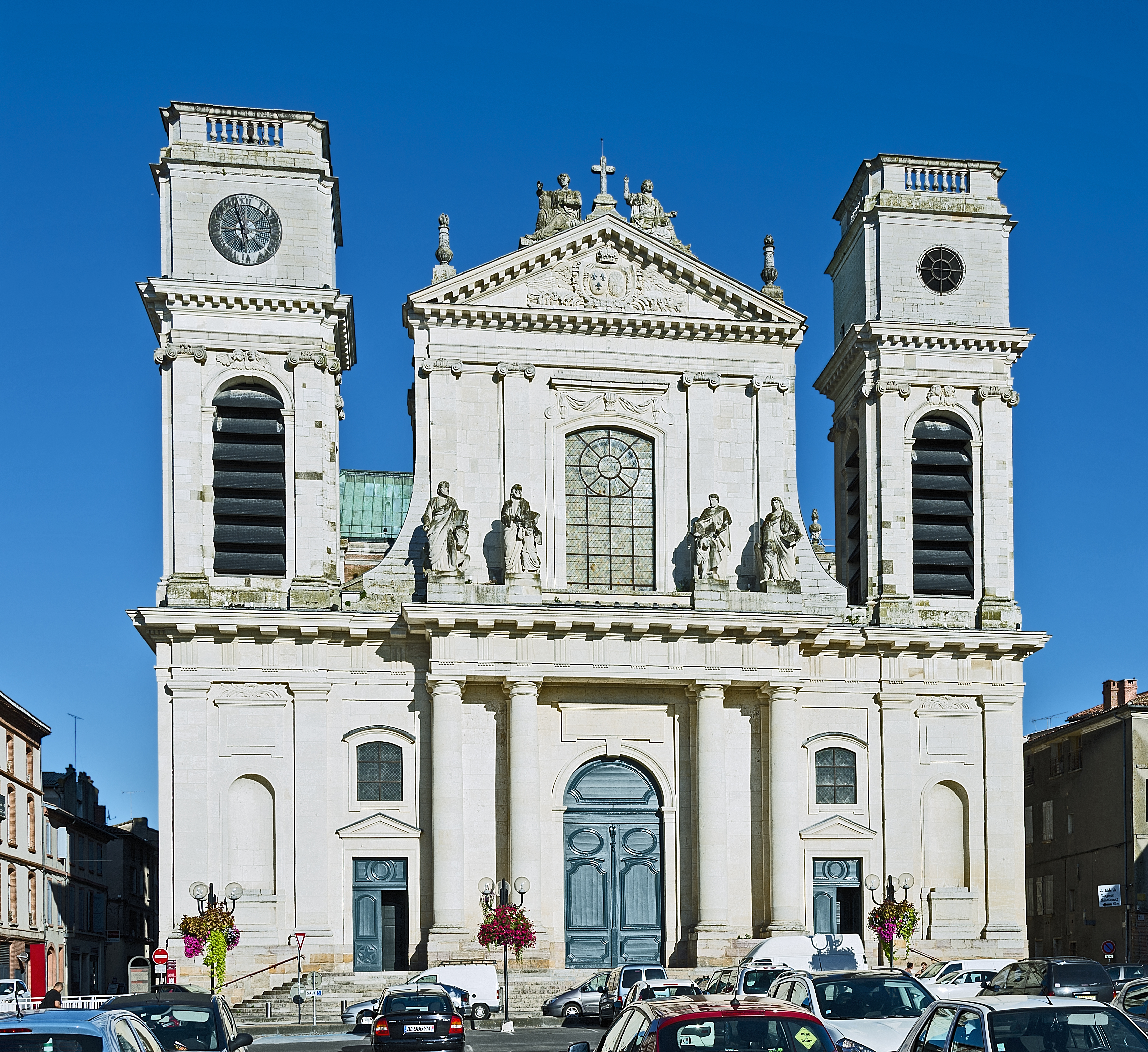
La catedral.